# Niki Hendriks
Niki Hendriks (Prato, 6 settembre 1992) è un pallavolista italiano.
Gioca nel ruolo di schiacciatore e opposto nel Volley Fucecchio.

## Carriera
La carriera di Niki Hendriks, figlio di genitori olandesi, inizia nelle giovanili del Volley Prato, prima di passare all'età di 15 anni a quelle della Pallavolo Modena, dove ottiene un secondo posto nel torneo Under-19. Dopo un anno in Serie B1 con la Universal Pallavolo Carpi,centrando la promozione in A2, nella stagione 2012-13 si trasferisce in prestito all'Argos Volley di Sora, mentre l'anno successivo torna a Modena, dove esordisce in Serie A1 alla terza giornata contro la Pallavolo Piacenza. Dall'annata 2014-15 torna nella terza serie nazionale nelle file della Volley Lupi Santa Croce.
Dopo aver giocato in Serie B1 il campionato 2015-16 con la M&G Scuola Pallavolo di Grottazzolina, centrando la promozione in serie cadetta, nel campionato seguente torna a calcare i campi della massimo campionato italiano, ingaggiato dalla Pallavolo Molfetta.
Nella stagione 2017/2018 fa parte della rosa del Volley Fucecchio, formazione toscana che disputa il campionato di Serie B.